# E-Curia
Die Webanwendung e-Curia ermöglicht den elektronischen Rechtsverkehr mit den drei Gerichten, aus denen sich der Gerichtshof der Europäischen Union zusammensetzt. Damit können Verfahrensschriftstücke unter genau definierten Voraussetzungen auf elektronischem Weg eingereicht und zugestellt werden.
Die eingebrachten Schriftstücke können auch durch e-Curia eingesehen werden.
e-Curia wurde im November 2011 freigeschaltet und mit 1. Dezember 2018 besteht ein verpflichtender elektronischer Austausch von Verfahrensschriftstücken über e-Curia sowohl für die Vertreter der Parteien untereinander als auch für den Schriftverkehr mit dem Europäischen Gerichtshof bzw. dem Gericht der Europäischen Union.

## Gründe für die Einführung von e-Curia
Die EDV-Anwendung e-Curia wurde geschaffen, um der fortschreitenden Entwicklung der Kommunikationstechnologien auch im Rahmen der Verfahren vor dem Gerichtshof der Europäischen Union Rechnung zu tragen.

## Formale Wirkung eingebrachter Schriftstücke
Über e-Curia eingereichte Verfahrensschriftstücke und eingereichte Anlagen gelten als Urschriften, sofern bei der Einreichung
- die Benutzerkennung und
- das Passwort des Rechtsvertreters

verwendet worden ist.
Dieser Identifizierungsvorgang im Rahmen der e-Curia-Anwendung gilt als Unterzeichnung des betreffenden Schriftstücks. Eine weitere Unterzeichnung der eingereichten Schriftstücke oder Anhänge ist nicht erforderlich. Die Einreichung weiterer beglaubigter Abschriften des über e-Curia eingereichten Schriftstücks und seiner etwaigen Anlagen (zum Beispiel für weitere Verfahrensparteien) ist nicht erforderlich.
Ein Verfahrensschriftstück gilt zur Ortszeit des Großherzogtums Luxemburg als eingegangen (siehe hierzu die Verfahrensordnungen der Gerichte).
Eingebrachte Verfahrensschriftstücke einschließlich der Urteile und Beschlüsse können den Vertretern der Parteien, den Mitgliedstaaten der Europäischen Union, den übrigen Vertragsstaaten des Abkommens über den Europäischen Wirtschaftsraum und den Organen, Einrichtungen oder sonstigen Stellen der Europäischen Union über e-Curia zugestellt werden. Voraussetzung dafür ist, dass diese sich mit dieser Form der Zustellung ausdrücklich einverstanden erklärt haben oder selbst diese Form der Zustellung gewählt haben.

## Nutzung von e-Curia in der Praxis
Die Nutzung der EDV-Anwendung e-Curia erfordert den Rückgriff auf eine persönliche Benutzerkennung und ein persönliches Passwort.
Die Eröffnung eines Zugangskontos durch die Kanzlei eines der Gerichte, aus denen sich der Gerichtshof der Europäischen Union zusammensetzt, gilt auch für die Kanzleien der beiden anderen Gerichte.
E-Curia ermöglicht die
- Einreichung von Verfahrensschriftstücken[5]
- Entgegennahme von Zustellungen
- Einsichtnahme in den Verlauf der Einreichungen und Zustellungen
- Verwaltung der persönlichen Informationen und Benennung von Assistenten

Die Verfahrensschriftstücke müssen im Portable Document Format (Bilder und Texte) eingereicht werden und dürfen je Sendung 30 MB nicht überschreiten.
Ein Zugangskonto, das vom Berechtigten drei Jahre lang nicht benutzt wird, wird automatisch deaktiviert.

## Kosten
Der Zugang zu e-Curia ist kostenfrei.

## Einführung von e-Curia
Die Einführung von e-Curia bei den drei Gerichten, aus denen sich der Gerichtshof der Europäischen Union zusammensetzt, erfolgte durch Beschluss.

### EuGH
Der EuGH hat mit Beschluss des Gerichtshofs vom 13. September 2011 über die Einreichung und die Zustellung von Verfahrensschriftstücken im Wege der EDV-Anwendung e-Curia (000/2011/) und gestützt auf die Verfahrensordnung, insbesondere Art 37 § 7 und 79 § 3 diese EDV-Anwendung bei sich grundsätzlich ermöglicht.

### EuG
Das Gericht (erster Instanz) hat gestützt auf seine Verfahrensordnung, insbesondere die Art 43 § 7 und 100 § 3 am 14. September 2011 den Beschluss gefasst, eine EDV-Anwendung mit der Bezeichnung „e-Curia“ in seinem Gericht zu ermöglichen.

### Gericht für den öffentlichen Dienst
Gemäß dem Beschluss des Gerichts für den öffentlichen Dienst Nr. 3/2011 vom 20. September 2011 über die Einreichung und die Zustellung von Verfahrensschriftstücken im Wege der Anwendung e-Curia (ABl 2011/C 289/08), können Verfahrensschriftstücke unter den in diesem Beschluss vorgesehenen Voraussetzungen auf elektronischem Weg eingereicht und zugestellt werden.

## Antrag auf Eröffnung eines Zugangskontos
Mittels eines elektronischen Formulars können Berechtigte (zugelassene Anwälte und Vertreter der Unionsmitgliedstaaten) die Eröffnung eines Kontos beim Gerichtshof beantragen. Dazu muss das Formular vollständig ausgefüllt, ausgedruckt, unterzeichnet und zusammen mit den erforderlichen Belegen (Kopie Reisepass/Personalausweis sowie Legitimationsurkunde/Anwaltsausweis) auf dem Postweg an den Gerichtshof zurück übermittelt werden.
Die Bearbeitung eines Antrags dauert regelmäßig einige Tage. Der Antragsteller wird per E-Mail über die weiteren Schritte informiert.

### Zugang zu e-Curia
- Login (deutsch)
- Antrag auf Zugang (deutsch)